# Aartsbisdom Rosario

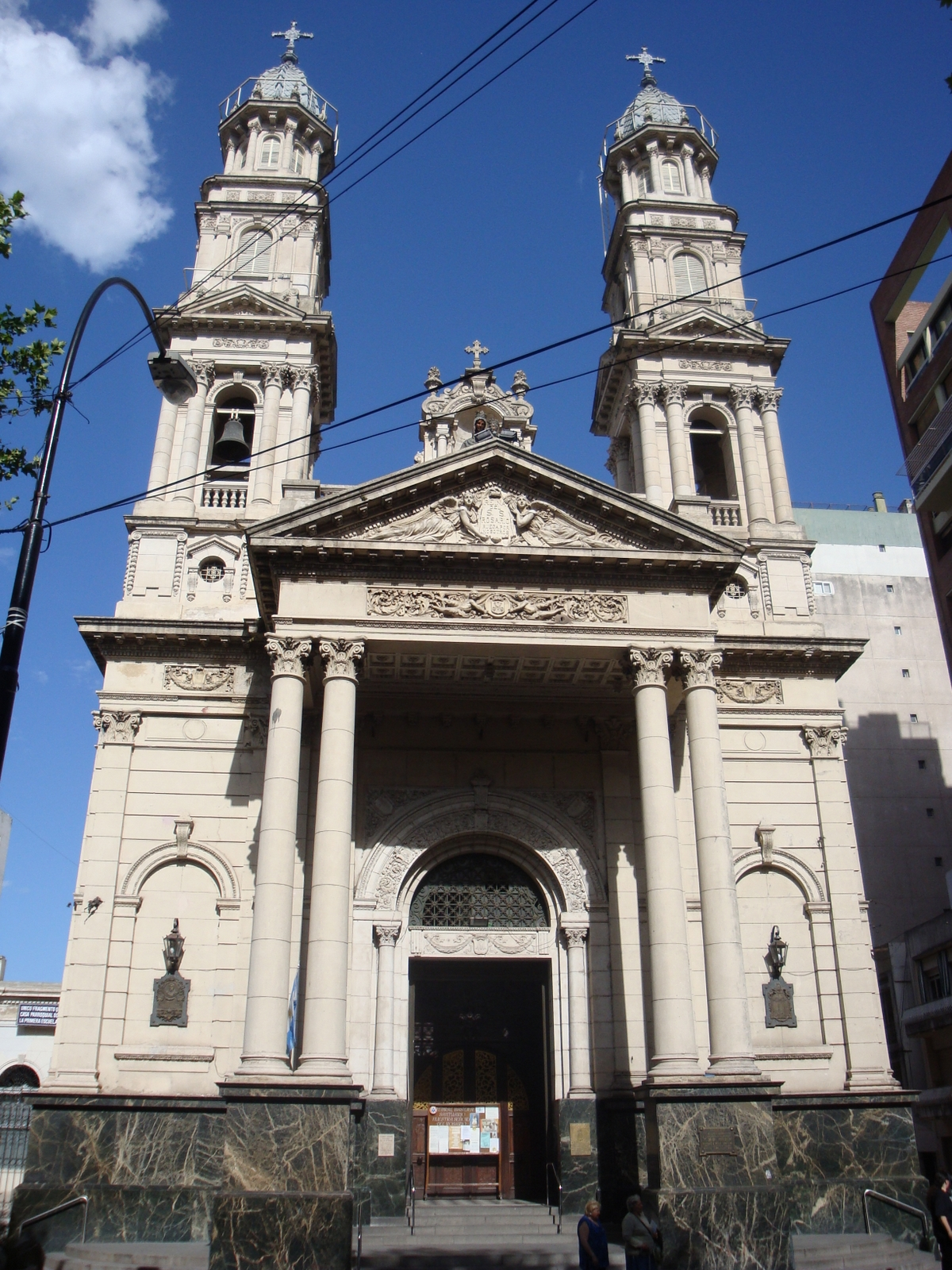
De kathedraal van Rosario

Het aartsbisdom (rood) binnen de kerkprovincie Rosario (roze)

Het aartsbisdom Rosario (Latijn: Archidioecesis Rosariensis) is een rooms-katholiek aartsbisdom met als zetel Rosario in Argentinië.  
Het bisdom Rosario werd opgericht in 1934. In 1963 werd het verheven tot aartsbisdom.
De kerkprovincie Rosario bestaat verder uit twee suffragane bisdommen:
- San Nicolás de los Arroyos
- Venado Tuerto

In 2020 telde het aartsbisdom 125 parochies. Het aartsbisdom heeft een oppervlakte van 13.500 km² en telde in 2020 2.045.000 inwoners waarvan 88,8% rooms-katholiek was. 

## Aartsbisschoppen
- Guillermo Bolatti (1963-1982)
- Jorge Manuel López (1983-1993)
- Eduardo Mirás (1993-2005)
- José Luis Mollaghan (2005-2014)
- Eduardo Eliseo Martín (2014-)

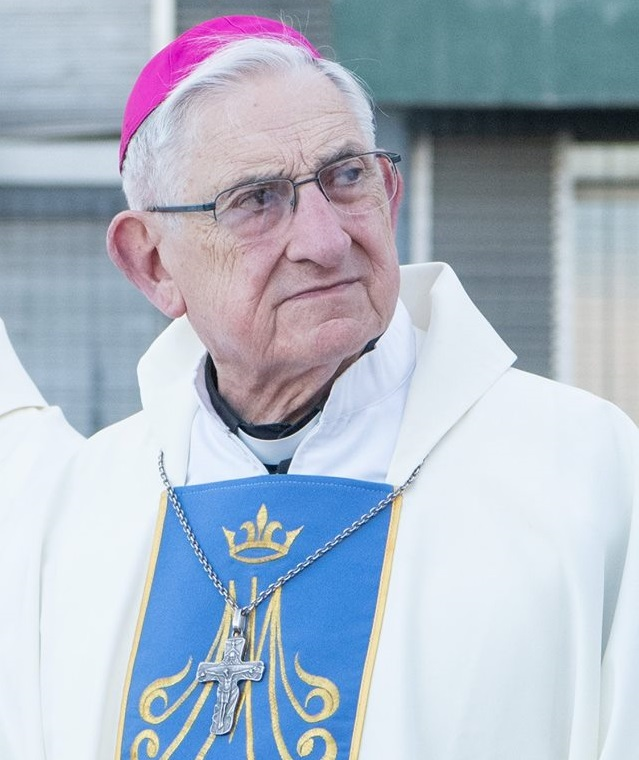
Eduardo Mirás
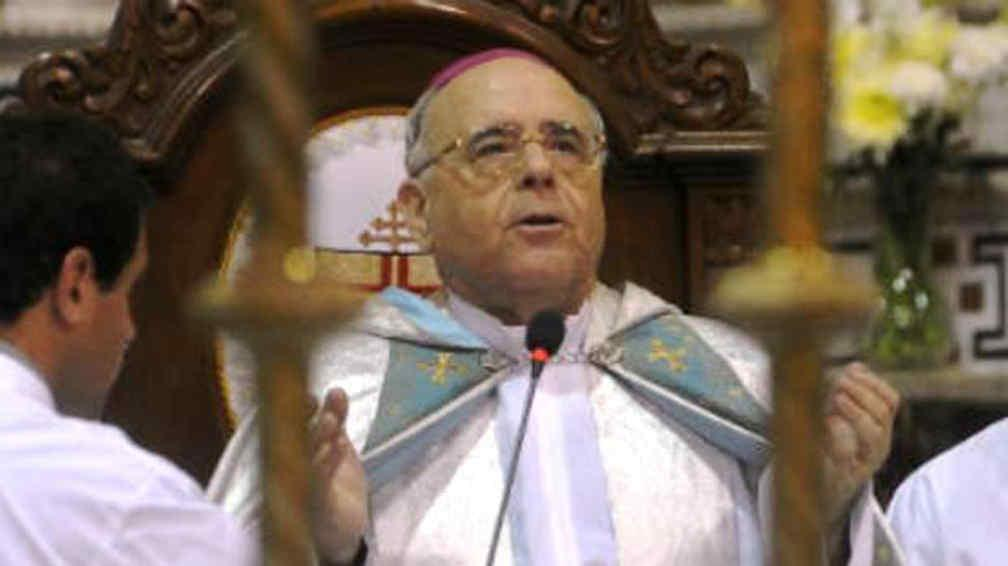
José Luis Mollaghan

Rosario (aartsbisdom) · San Nicolás de los Arroyos · Venado Tuerto